# Болбено
Болбѐно (на италиански: Bolbeno, на местен диалект: Bolbèn, Болбен) е село в Северна Италия, община Борго Ларес, автономна провинция Тренто, автономен регион Трентино-Южен Тирол. Разположено е на 585 m надморска височина. Населението на общината е 331 души (към 2015 г.).